# Ciroir
 (avril 2023).
Le ciroir est un outil de vannier. C'est une sorte de pince robuste qui sert à écorcer l'osier pour obtenir de l'osier blanc. Son utilisation est facilitée par le décollement de l'écorce au printemps lors de la montée de sève du brin d'osier vert. 